# Sungai Merbok
Sungai Merbok ist ein kleiner Fluss in dem Bundesstaat Kedah, Malaysia.

## Geografie
Er hat eine Länge von etwa 45 km und ein Einzugsgebiet von ca. 439 km². Seine Quellen liegen am Gunung Jerai und im Sungkap Forest. Er bekommt seinen Namen allerdings erst nach dem Zusammenfluss seiner beiden Quellflüsse Sungai Bongkok und Sungai Lalang. Er mündet etwa 24 km nördlich der Insel Penang in die Straße von Malakka, wobei er ein etwa 2,5 km breites Delta formt. Weitere Nebenflüsse sind Sungai Petani und Sungai Bujang.